# アレクサンダル・イリッチ (政治家)
アレクサンダル・イリッチ（Aлeкcaндap Илић, 1945年 - ）は、セルビアの政治家、外交官、ベオグラード大学文学教授。彼はセルビア・モンテネグロにて大使に任命され、2001年から2005年までチェコ共和国に駐在した。
1979年、アイゼンハワー・フェローシップ財団はセルビア・モンテネグロの代表者としてイリッチを選定。1989年12月、彼はセルビアにおいて民主党設立委員会に参加した。民主党はセルビアにおける非共産主義の第一野党となった。1990年、彼はセルビアにおける反政府系新聞デモクラツィヤ (Demokratija) にて編集者となった。